# Rueil-la-Gadelière

Rueil-la-Gadelière este o comună în departamentul Eure-et-Loir, Franța. În 1 ianuarie 2022 avea o populație de 469 de locuitori.